# غاري ستيوارت (مصمم رقص)
غاري ستيوارت (بالإنجليزية: Garry Stewart)‏ هو مصمم رقص أسترالي، ولد في 1962.